# William Jones (zapaśnik)
William Frederick Jones (ur. 25 lutego 1883, zm. 18 czerwca 1942) – brytyjski zapaśnik walczący w stylu wolnym. Olimpijczyk z Londynu 1908, gdzie zajął dziewiąte miejsce w wadze piórkowej.

## Letnie Igrzyska Olimpijskie 1908
| Konkurencja        | Rundy eliminacyjne   | Klas. końcowa |
| Konkurencja        | 1/8                  | Miejsce       |
| ------------------ | -------------------- | ------------- |
| 60,3 kg styl wolny | Joseph White (GBR) P | 9.            |